# 烏古論元妃 (金太祖)
元妃烏古論氏（?—?），中国金朝開國皇帝完顏阿骨打的妃嬪。
元妃乌古论氏，家住的部落在图们江、绥芬河与珲春河 汇流之地的乌古论部。 她嫁给了完颜部的首领完颜阿骨打。 生梁王完颜宗弼（兀朮，1148年去世）、卫王完颜宗强（阿鲁保，1142年去世）和蜀王 完颜宗敏（阿鲁补，1150年去世）。 1115年，完颜阿骨打建立金朝时，封乌古论氏为元妃。